# Grand Prix Jef Scherens 1976
La 12e édition du Grand Prix Jef Scherens a eu lieu le 19 septembre 1976. Elle a été remportée par le Belge Frans Verbeeck.

## Classement final
Frans Verbeeck remporte la course en parcourant les 214 km en 5 h 3 min 0 s à la vitesse moyenne de 42,376 km/h.
| Classement final | Classement final      | Classement final | Classement final        | Classement final |
|                  | Coureur               | Pays             | Équipe                  | Temps            |
| ---------------- | --------------------- | ---------------- | ----------------------- | ---------------- |
| 1er              | Frans Verbeeck        | Belgique         | Ijsboerke-Colnago       | en 5 h 3 min 0 s |
| 2e               | Etienne Van Der Helst | Belgique         | TI-Raleigh-Campagnolo   |                  |
| 3e               | Walter Naegels        | Belgique         | Ijsboerke-Colnago       | + 23 s           |
| 4e               | Franky De Gendt       | Belgique         | Ijsboerke-Colnago       |                  |
| 5e               | Jos De Schoenmaecker  | Belgique         | Molteni-Campagnolo      |                  |
| 6e               | Aad van den Hoek      | Pays-Bas         | TI-Raleigh-Campagnolo   |                  |
| 7e               | Marcel Laurens        | Belgique         | Ijsboerke-Colnago       |                  |
| 8e               | Jan Raas              | Pays-Bas         | TI-Raleigh-Campagnolo   |                  |
| 9e               | Eric Leman            | Belgique         | Zoppas-Splendor-Sinalco |                  |
| 10e              | Lieven Malfait        | Belgique         | Maes Pils-Rokado        |                  |
| modifier         |                       |                  |                         |                  |